# Bessenyei György-díj
A Bessenyei György-díj azoknak a népművelőknek adományozható állami kitüntetés, akik a művelődési intézményekben, üzemekben és egyéb területeken kiemelkedő közművelődési tevékenységet folytatnak.
A díjat évente, augusztus 20-án, hat személy kaphatja.
A kitüntetett adományozást igazoló okiratot és érmet kap.
Az érem kerek alakú, bronzból készült, átmérője 90, vastagsága 9 milliméter. Az érem Vígh Tamás szobrászművész alkotása, első oldalán középen Bessenyei György domború arcképe, fölötte a BESSENYEI GYÖRGY-DÍJ félkörívű felirat helyezkedik el. Hátoldalát „A közművelődésért” felirat díszíti.

## Díjazottak

### 2024
- Bordásné Kovács Katalin, a jászfényszarui Petőfi Sándor Művelődési Ház és Könyvtár igazgatója,
- Détári-Lukács Ágnes, a ceglédi Kossuth Művelődési Központ ügyvezető igazgatója,
- Kovácsné Kerekes Katalin, a karcagi Déryné Kulturális, Turisztikai, Sportközpont és Könyvtár közművelődési szakembere,
- Kuti Imréné, a Nemzeti Művelődési Intézet Tolna Vármegyei Igazgatóságának vármegyei igazgatója,
- Soós Mihály, a lendvai Magyar Nemzetiségi Művelődési Intézet igazgatója.

### 2023
- Éles Krisztina, a Nemzeti Művelődési Intézet Vas vármegyei igazgatója,
- Kocsis Klára, a Békés Megyei Népművészeti Egyesület kulturális szervezője,
- Kovácsné Mikola Mária, a Kanizsai Kulturális Központ igazgatója,
- Kövesdiné Panyi Antónia, a Mesztegnyői Faluház vezetője,
- Mátyus Alíz író, szociológus, a Nemzeti Művelődési Intézet volt falukutatója, a Szín – Közösségi Művelődés című folyóirat volt alapító főszerkesztője.

### 2022
- Asztalosné Kocsis Enikő, a Martfű Városi Művelődési Központ és Könyvtár nyugalmazott intézményvezetője,
- Dr. Balázsi Károly nyugalmazott főiskolai tanár, közösségfejlesztő,
- Fekete-Dombi Ildikó, az Erkel Ferenc Kulturális Központ és Múzeum ügyvezető igazgatója,
- Elekes Gyula közművelődési szakember, az Udvarhely kultúrájáért Egyesület elnöke,
- Matyasovszky Margit, a Nemzeti Művelődési Intézet megyei igazgatója.

### 2021
- Baloghné Uracs Marianna, a Nemzeti Művelődési Intézet Veszprém Megyei Igazgatóságának igazgatója, a Magyar Közösségépítők Értékszövetsége Egyesület elnöke
- Bíró Ildikó, a Duna Palota Nonprofit kft nyugalmazott  ügyvezetője
- Fróna Katalin, az Aba-Novák Agóra Kulturális Központ közművelődési módszertani tanácsadója
- Sutus Áron, a Vajdasági Magyar Művelődési Szövetség elnöke
- Szigetvári József, a százhalombattai Barátság Kulturális Központ igazgatója, a Forrás Néptáncegyüttes alapító együttes és művészeti igazgatója

### 2020
- Gábor Klára nyugalmazott népművelő,
- Kiss Edit tagintézmény-vezető, közművelődési szakember,
- Laknerné Brückler Andrea, a Kulturális Központok Országos Szövetségének egykori elnöke, nyugalmazott igazgató,
- Molnár Lajos Milán, a szolnoki Aba-Novák Agóra Kulturális Központ Nonprofit Kft. ügyvezető igazgatója,
- Neveda Amália Márta, az Agóra Veszprém Kulturális Központ igazgatója, valamint a Kulturális Központok Országos Szövetségének alelnöke.

### 2019
Bartha Anikó a Józsefváros Közösségeiért Nonprofit Zrt. Rendezvényszervezési Divízió szakmai vezetője,
Dr. Birnbaumné Pintér Mária, a Gyöngyök Mátra Művelődési Központ (Gyöngyös) nyugalmazott igazgatója, közművelődési szakember
Gergye Rezső, a vasvári Nagy Gáspár Kulturális Központ népművelője
Kenese Szilvia, a Területi Művelődési Intézmények Egyesületének elnöke
Matókné Kapási Julianna, a Babits Mihály Kulturális Művelődési Központ (Szekszárd) nyugalmazott igazgatója, művelődési menedzsere
Parais István, az Agora Szombathelyi Kulturális Központ igazgatója
Paulikné Tóth Krisztina, a Csabagyöngye Kulturális Központ közművelődési főtanácsosa, kulturális szervezője
Pócza Zoltán, a kőszegi Jurisics-vár Művelődési Központ és Várszínház igazgatója
Stumpf Gábor, a sárospataki Művelődés Háza és Könyvtár népművelője
Szedlacsek Emilia, a Nemzeti Művelődési Intézet szakmai igazgatója.

### 2016
- Dienes Mária Zsuzsanna, a Kazincbarcikai Egyesületek Fórumának elnöke,
- Hidvégi Julianna, a Dobozi Közösségi Ház és Könyvtár igazgatója,
- Igyártó Gabriella, a Népművészeti Egyesületek Szövetségének ügyvezető igazgatója,
- Nyakó Béla, a kisvárdai Várszínház és Művészetek Háza igazgatója,
- Sárváriné Rieder Zsuzsanna, Székesfehérvár Megyei Jogú Város Önkormányzata közművelődési szakértője.

### 2015
- Babicsné Hegedűs Katalin, a Nemzeti Művelődési Intézet osztályvezetője,
- Bak Lajos, a Kecskeméti Kulturális és Konferencia Központ ügyvezető igazgatója,
- Groskáné Piránszki Irén közösségfejlesztő, a Kelet-Magyarországi Közösségszolgálat Alapítvány kuratóriumának elnöke,
- Hegedűs Lászlóné, Kunbaracs Község Önkormányzata Faluházának művelődésszervezője,
- Joós Tamás, a Kőrösi Csoma Sándor Kőbányai Kulturális Központ igazgatója

### 2014
- Czink Judit, a Nemzeti Művelődési Intézet Tolna Megyei Irodájának irodavezetője
- Dózsa György Károly, a nyírbátori „Szárnyas Sárkány” Kulturális Vállalkozás fesztiváligazgatója
- Kölcseyné Balázs Mária, a békéscsabai Szent István Egyetem Gazdasági-, Agrár- és Egészségtudományi Kar Gazdasági Campusának tanársegédje
- Ureczky Klára Tünde, a hidasnémeti Közösségi Szolgáltató Ház vezetője

### 2013
- Czégény Ilona Gizella, az Újpesti Kulturális Központ - Ady Endre Művelődési Ház igazgató helyettese
- Dr. Kardos László a Kölcsey Ferenc Megyei Művelődési Központ nyugalmazott címzetes igazgatója
- Nyitrai Mária a Csili Művelődési Központ népművelője
- Péterfi Ferenc a Nemzeti Művelődési Intézet osztályvezetője
- Tánczos Tamás a Miskolci Kulturális Központ, intézményegység vezetője

### 2012
- Angyal László népművelő, Méliusz Juhász Péter Megyei Könyvtár és Művelődési Központ, Debrecen[10]
- Bereczkiné Szendrey Éva intézményvezető, Reichel József Művelődési Ház és Könyvtár, Pilisborosjenő
- Csengei Ágota igazgató, Goldmark Károly Művelődési Központ, Keszthely
- Gál Sándor nyugdíjas, megyei közművelődési szaktanácsadó, nonprofit tanácsadó, Heves Megyei Pedagógiai és Közművelődési Intézet
- Hambuch Gerda ügyvezető igazgató, MOM Kulturális Központ Nonprofit Kft., Budapest
- Veszpréminé Turtsányi Valéria közművelődési szakértő, nyugalmazott igazgató, Jókai Mór Művelődési és Szabadidő Központ, Pápa.

### 2011
- Eördögh Judit, a Virányosi Közösségi Ház nyugalmazott igazgatója,
- Gábor Ilona, a Kispesti Munkásotthon Művelődési Ház igazgatója,
- Gajdosné Pataki Zsuzsanna Mária, a Sándorfalvai Budai Sándor Művelődési Ház igazgatója,
- Imre Károly népművelő, a Bács-Kiskun Megyei Önkormányzat Közművelődési Szakmai Tanácsadó és Szolgáltató Intézet igazgatója,
- Szilágyi Erzsébet közművelődési szakember, a Békés Városi Kulturális Központ igazgatóhelyettese,
- Túriné Kovács Márta magyar-könyvtár szakos pedagógus.

### 2010
- Bárdos Ferenc
- Csatlósné Komáromi Katalin
- Neufeld Györgyné
- Ódor Katalin
- Orcsik Ferenc
- Tóthné Klagyivik Ágnes

### 2009
- Farkasházi István, a szolnoki Aba-Novák Kulturális Központ Nonprofit Kft. ügyvezető igazgatója,
- Herczeg Tamás, a békéscsabai Ifjúsági Ház és Általános Társaskör igazgató-helyettese,
- Mók Ildikó, a Magyar Művelődési Intézet és Képzőművészeti Lektorátus Regionális Programok Főosztály főosztályvezetője,
- Nébliné Babik Katalin, a Miskolc Megyei Jogú Város Polgármesteri Hivatal Kulturális és Vendégforgalmi Osztály kulturális csoportvezetője, vezető főtanácsosa,
- Suszter László, az Adony Város Közösségi - Kulturális Központ és Könyvtár igazgatója,
- Várhalmi András, a XX. kerületi Csili Művelődési Központ igazgatója.

2008
- Borbély Jolán etnográfus
- Kálmánné Bodó Editnek, a keszthelyi Goldmark Károly Művelődési Központ és Szabadtéri Színház igazgató-helyettes
- Lángné Nagy Máriának, a kecskeméti Erdei Ferenc Kulturális és Konferencia Központ igazgató-helyettese
- Makra Borbálának, a Pest Megyei Közművelődési Intézet igazgatója
- Sas Istvánnak, a jászberényi Déryné Művelődési Központ igazgatója
- Tóth Erzsébetnek, a Magyar Művelődési Intézet és Képzőművészeti Lektorátus közművelődési osztályvezetője

### 2007
- Ablonczy Lászlóné dr., a Nógrád Megyei Pedagógiai, Közművelődési Szakmai Szolgáltató Intézet, népművelő
- Aradi Zsoltné dr., a XIII. kerületi Polgármesteri Hivatal közművelődési referens, főtanácsos
- F. Tóth Mária, az Oktatási és Kulturális Minisztérium vezető főtanácsos
- Gyulai Lajos, a Borsod-Abaúj-Zemplén Megyei Közművelődési és Idegenforgalmi Intézet népművelője, igazgatóhelyettese
- Sivadó Sándor, a Szabolcs-Szatmár Megyei Önkormányzat Pedagógiai Közművelődési és Képzési Intézet népművelő igazgatóhelyettese
- Skrabut Éva, a Gönczi Ferenc Általános Művelődési Központ és Közép-Európai Kulturális Intézet népművelője

### 2006
- Bagáriné Viszket Katalin, a szombathelyi Berzsenyi Dániel Főiskola, felnőttképzési Központ vezetője
- Dáné Tibor Kálmán, az erdélyi Magyar Közművelődési Egyesület ügyvezető elnöke
- István Anna, a békéscsabai Szlovák Kultúra Háza népművelője
- Kiss Marianna, a budapesti Kondor Béla Közösségi Ház igazgatója
- Lukovics András, a debreceni Kölcsey Ferenc Megyei Közművelődési Intézet igazgatója
- Németh Márta, a lengyeltóti Művelődési Ház igazgatója

### 2005
- Kovács Bíró Ágnes a Nemzeti Kulturális Örökség Minisztériuma főosztályvezető-helyettese
- Láng Károly Mátészalka Városi Művelődési Központ közművelődési szakembere
- Polyák Albert a Bács-Kiskun megyei Közművelődési Szakmai Tanácsadó Kecskeméti Intézete főtanácsosa
- Prém János a Fővárosi Csekovszky Árpád Művelődési Ház igazgatója
- Tóth Lajos a Csokonai Művelődési Központ igazgatója
- Tóth Nándorné a Győr Megyei Jogú Város irodavezetője

### 2004
- Fenyves Kornél, a Közgyűjteményi és Közművelődési Dolgozók Szakszervezete elnöke
- Hazag Mihály, a Borsod-Abaúj-Zemplén Megyei Önkormányzati Hivatal vezető főtanácsosa
- Horváth Viola, a Veszprém Megyei Közművelődési Intézet igazgatója
- Szente Béla, a békéscsabai Ifjúsági Ház igazgatója
- Tapodi Katalin, a dabasi Kossuth Lajos Városi Művelődési Központ népművelő igazgatója
- Török József, a Csongrád Megyei Közművelődési Tanácsadó Központ elméleti és módszertani munkatársa

### 2003
- Béres Béla, a bajai József Attila Művelődési Központ igazgatója
- Hidy Pál, a Honvéd Kulturális Szolgáltató Közhasznú Társaság egri intézményvezetője
- Károly Irma, a Somogy Megyei Művelődési Központ igazgatója
- Kiss László, a Magyar Versmondók Egyesülete alapító elnöke
- Kruzsely Károly ny. művelődésiközpont-igazgató
- Dr. Pap István, a Békés Megyei Művelődési Központ és Kézműves Szakiskola igazgatója

### 2002
- Maróti Andor
- Máté László
- Móricz Ágnes
- Pocsajiné Fábián Magdolna
- Szabados Péter
- Cs. Szabó Mária

### 2001
- Fenyvesi Ferenc, a Veszprémi Művészetek Háza igazgatója
- Illés Klára, a Ferencvárosi Művelődési Központ és Intézményei igazgatója
- Lűr István, a Ceglédi Kossuth Művelődési Központ igazgatója
- Porkoláb Lajos, a berettyóújfalui Nadányi Zoltán Művelődési Központ igazgatója
- Riethmüller János, a Rózsa Művelődési Ház igazgatója
- Szabó Irma, a Nemzeti Kulturális Örökség Minisztériuma közművelődési szakreferens, főtanácsosa

### 2000
- Brüll Edit, a Budapesti Művelődési Központ igazgatóhelyettese
- Halmai Gáborné, a szekszárdi Babits Mihály Megyei Művelődési Központ munkatársa
- H. Kovács Éva, a Magyar Művelődési Intézet oktatási osztályának vezetője
- Kary József, az egri Megyei Művelődési Központ igazgatója
- Kovács Lászlóné, a Csongrád Városi Művelődési Központ igazgatója

### 1999
- Heleszta Sándor (posztumusz)
- Jagasics Béla, a zalaegerszegi Gönczi Ferenc ÁMK igazgatója
- Kenyeres Sándorné
- Perjéssy Barnabás
- Zsámboki Árpád

### 1998
- Cséby Géza, a keszthelyi Goldmark Károly Művelődési Központ Balaton Kongresszusi Központ és Színház igazgatója
- Csicsai Antal
- Kovács Gábor
- Sajó Attila
- Vadász János

### 1997
- Benkő Zsófia, táncpedagógus
- Benkő Mártonné, táncpedagógus
- Kaposvári Dénesné, népművelő, a Szakszervezetek Fővárosi Művelődési Háza munkatársa
- Mohainé Fejes Ágnes, népművelő, a bicskei Petőfi Művelődési Központ igazgatója
- Orbán Hedvig, népművelő, a szegedi Százszorszép Gyermekszínház igazgatója
- Tóth Tibor, népművelő, a mátészalkai Városi Művelődési Központ igazgatója

### 1996
- Kecskés József, népművelő
- Margittai Katalin, népművelő
- Móczik Erzsébet, vezető népművelő
- Sánta Miklós, népművelő
- Szabadi Mihály, népművelő

### 1995
- Fabulya Lászlóné
- B. Gelencsér Katalin
- Horváth György
- Juhász Nagy Ágnes
- Lehel László

### 1994
- Balipap Ferenc
- Földiák András
- Hallgató Éva
- Hidy Péter
- Horváth Attila

### 1993
- Borbáth Erika
- Kerekes László
- Kiss Ernő
- Urbán Gyula
- Vercseg Ilona

### 1992
- Berek Péter
- Boros Béláné
- Dániel Kornél
- Horváth János
- Iglói Éva

### 1991
- Barna Sándorné
- Kapuszta Katalin
- Kruzslicz Pál
- Molnár Zoltán
- Molnár-Gfellner Judit